# Себастjен Брино
Себастјен Брино (фр. Sébastien Bruno; 26. август 1974) бивши је професионални рагбиста и некадашњи репрезентативац Француске.

## Каријера
Играо је на позицији талонера. Иако није увек прецизно убацивао лопту у аут, надокнадио је тај недостатак великом телесном снагом, важио је за једног од најјачих играча на тој позицији у Европи.

### Клупска каријера
Пет година је играо у енглеском премијершипу за Сејл шарксе, за које је постигао 8 есеја у 107 утакмица. За Сејл је дебитовао у мечу против Лестера, а играо је и у финалу премијершипа у сезони 2005-2006. Играо је у Француској за Безиерс у два наврата, за По, а каријеру је завршио у Тулону. Играо је за Тулон у финалу купа европских шампиона, када је побеђен Клермон 2013.

### Репрезентација Француске
За репрезентацију Француске је дебитовао против Велса у тест мечу 2002. Био је део селекције Француске на светском првенству 2007. Освојио је са Француском титулу првака Старог континета 2006, и гренд слем у купу шест нација 2002. За "галске петлове" је укупно одиграо 26 тест мечева и постигао 4 есеја.

## Успеси
Куп шест нација са Француском 2002, 2006.
Челинџ куп са Сејлом 2005.
Премијершип са Сејлом 2006.
Куп европских шампиона са Тулоном 2013, 2014.
Титула првака Француске са Тулоном 2014.

## Приватан живот
Има једног сина рођеног 2007.